# Einar Ólafur Sveinsson
Einar Ólafur Sveinsson, né le 12 décembre 1899 et mort le 18 avril 1984, est un professeur islandais de littérature, spécialiste du folklore scandinave et de la littérature norroise (les Eddas).

## Biographie
Il est le fils de Sveinn Olafsson (1861) et Vilborg Einarsdottir (1862). Il fait des études de langues scandinaves à l'université de Copenhague et obtient une maitrise avec un mémoire sur « les jötnar  dans la mythologie norroise et le folklore scandinave ».
De retour en Islande, il soutient une thèse de doctorat sur les sagas islandaises. Il poursuit ultérieurement son travail de recherche sur la mythologie nordique. Il devient bibliothécaire, puis professeur à l'université d'Islande, il publie de nombreux articles et ouvrages. Entre 1962 et 1970, il est directeur de l'Institut des manuscrits d'Islande. À partir des années 1970, il se consacre essentiellement à l'étude du folklore scandinave.